# Toltén
Toltén (en mapudungun "lézard") est une commune du Chili de la Province de Cautín, elle-même située dans la Région de l'Araucanie. En 2012, la population de la commune s'élevait à 10 741 habitants. La superficie de la commune est de 860 km2 (densité de 12 hab./km²),.

## Situation
Le territoire de la commune de Toltén borde l'Océan Pacifique et comprend une région de collines (plus hauts sommets culminent à environ 600 mètres) de la Cordillère de la Côte. Il est traversé par le rio Toltén, originaire du lac Villarrica. La commune est située à 676 kilomètres à vol d'oiseau au sud de la capitale Santiago et à 70 kilomètres au sud-ouest de Temuco capitale de la Région de l'Araucanie.

## Histoire
Toltén a été fondée en 1866. Le chef-lieu de la commune Nueva Toltén a remplacé l'ancienne agglomération de Toltén détruite par le tsunami qui s suivi le séisme de 1960 à Valdivia.

Position de Toltén (en rouge) au sein de la Région de l'Araucanie.